# Przysucha (ville)
Pour les articles homonymes, voir Przysucha.
Przysucha (prononciation : [pʂɨˈsuxa]) est une ville du powiat de Przysucha dans la voïvodie de Mazovie, dans le centre de la Pologne
Elle est le siège administratif (chef-lieu) de la Gmina de Przysucha et du powiat de Przysucha.
La ville est située à environ 40 km à l'ouest de Radom et 100 km au nord-ouest de Varsovie (capitale de la Pologne)
Sa population s'élevait à 6 304 habitants en 2011 sur une superficie de 6,98 km2.

## Histoire
Etabli au XVe siècle, Przysucha obtient le statut de ville en 1710
De 1975 à 1998, la ville appartenait administrativement à la Voïvodie de Radom.